# ロジャーズ (アーカンソー州)
ロジャーズ（Rogers）は、アメリカ合衆国アーカンソー州のベントン郡にある都市。人口は6万9908人（2020年）。ミズーリ州境に近いオザーク高原上に位置している。標高は約400メートル。隣のベントンビルには郡庁がある。ロジャーズはスーパーマーケット世界最大手ウォールマートの創業地として有名である。

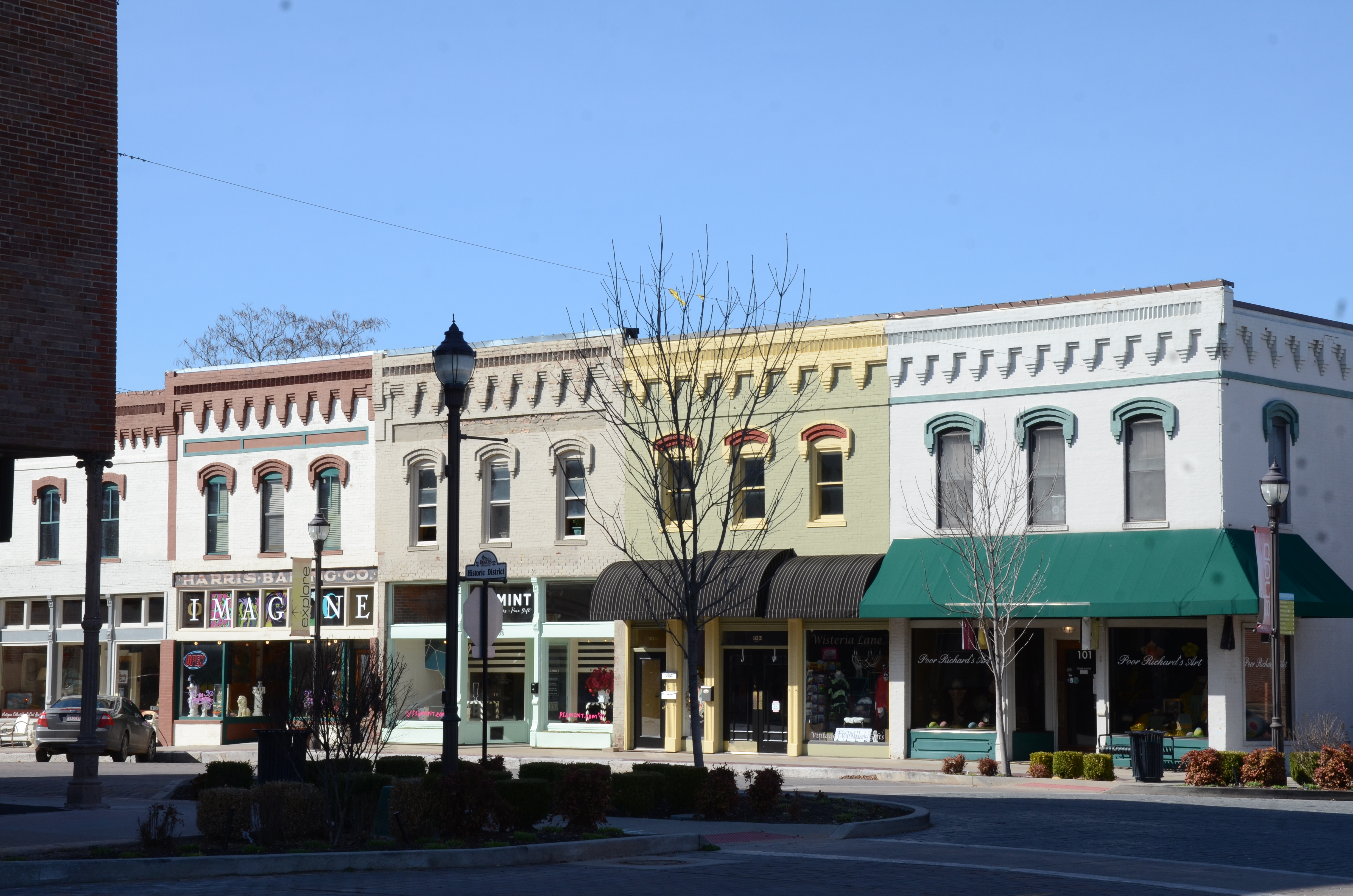
ロジャーズの商店街